# زراعة الكلى
زراعة الكلى أو زرع الكلى (بالإنجليزية: Kidney transplantation)‏ هو العملية التي يتم من خلالها زراعة كلية أو كليتين لمرضى الكلى المزمنين. يصنف زرع الكلى عادة إلى مانح-متوفى أو مانح-حي وذلك اعتماداً على أصل الجهة المانحة.
تهدف العملية إلى أن تحل الكلى السليمة محل التالفة، والتي يعطيها أحد المانحين السابقي الذكر. وفقا للمرض المسبب يمكن زرع الكلية السليمة دون إزالة الكلية أو الكلى المريض.
عادة الكلى السليمة تزرع في مكان منخفض مقارنة بالوضع التشريحي الطبيعي للكلية، خاصة في الحفرة الحرقفية. زرع الكلى هو الأكثر شيوعا ولديه نسبة نجاح عالية، يتم تنفيذ هذه العملية لدى المرضى الذين يعانون من مرض الكلى في مراحله النهائية وذلك من أجل تحسين نوعية حياتهم وتخليصهم من قيود جلسات غسيل الكلى.

## التاريخ
واحدة من أقدم ما ذكر حول إمكانية حقيقية لعملية زرع الكلى كانت التي كتبها الباحث الطبي الأمريكي سايمون فلكسنر، الذي أعلن في قراءة ورقته حول «نزعات في علم الأمراض» في جامعة شيكاغو في عام 1907 أنه سيكون من الممكن في المستقبل آنذاك استبدال الأعضاء البشرية المريضة بإستخدام أعضاء سليمة عن طريق الجراحة - بما في ذلك الشرايين والمعدة والكلى والقلب.
في عام 1933 الجراح يوري فورونوي من خيرسون في الاتحاد السوفيتي حاول إجراء أول عملية زرع كلى بشرية، وذلك باستخدام الكلى التي تم انتزاعها في وقت سابق حوالى 6 ساعات من المتبرع المتوفى إلى أن تم زرعها في الفخذ.وقام بقياس وظائف الكلى باستخدام اتصال بين الكلى والجلد.وقد توفي صاحب أول عملية زرع في وقت لاحق يومين حيث كان العضو المزروع غير متوافق مع فصيلة الدم للشخص المستفيد ورفض.
لم يكن حتى 17 يونيو 1950، عندما أجريت عملية زرع ناجحة على المريضة روث تاكر، وهي امرأة تبلغ من العمر 44 عاما عانت من داء الكلية متعددة الكيسات، في شركة ليتل مستشفى ماري في إيفر جرين بارك، إلينوي. وعلى الرغم من رفض الكلى المتبرع بها بعد عشرة أشهر لأنه لم يتوفر علاجات للمناعة في ذلك الوقت، لتطوير أدوية فعالة مضادة لرفض الأعضاء حيث كان تطوير أدوية من هذا القبيل مازال يتطلب وقتا طويلا وأسهم التدخل الجراحى في إعطاء الوقت لكلية تاكر المنفردة لإسترداد الحيوية حيث عاشت خمس سنوات أخرى.
أجريت عمليات زرع الكلى الأولى بين المرضى في عام 1952 في مستشفى نيكر في باريس من قبل جان همبرغر على الرغم من أن الكلى قد فشلت بعد 3 أسابيع من العمل بكفاءة  وفي وقت لاحق في عام 1954 في بوسطن. تم إجراء عمليات زرع بوسطن، التي أجريت على 23 ديسمبر 1954، في مستشفى بريغهام التي تم إجراؤها بواسطة جوزيف موراي، ج. هارتويل هاريسون، جون ب. ميريل وغيرهما. وقد تم إجراؤها ما بين التوائم المتماثلة رونالد وريتشارد هيريك للقضاء على أي مشاكل من ردة فعل الجهاز المناعي. لهذا الجهد والعمل في وقت لاحق، تلقى الدكتور موراي جائزة نوبل للطب في عام 1990. وقد توفى المتلقي، ريتشارد هيريك، بعد ثمانية سنوات عملية الزرع.

## هدف الجراحة
الهدف من زراعة الكلى هو توفير كلية تستطيع القيام بوظائفها، لشخص فقد الكلى لديه القدرة على اداء وظائفها، بسبب العديد من العوامل التي تسبب للوصول إلى الداء الكلوي بالمرحلة النهائية (end-stage renal disease): مثل الفشل الكلوي المزمن (Chronic renal failure)، تضرر الكلى جراء السكري، فرط ضغط الدم الكلوي، عدوى كلوية مزمنة، الحاق الضرر بالكلى بسبب الادوية، تعرض شرايين الكلى للضرر، امراض الكلى الوراثية، تضرر الكلى عقب مرض مناعة ذاتية (Autoimmune)وغيرها.
يتسم الداء الكلوي بالمرحلة النهائية، بانخفاض معدل التصفية الكلوية لدرجة 20-25% من الوضع العادي (معدل الترشيح الكبيبي (GFR))
يمكن الحصول على كلية بغرض الزراعة اما عن طريق متبرع حي أو ميت، ولكن بكل تاكيد يتم تفضيل المتبرع الحي، بحيث يمكن إجراء الفحوصات الشاملة لهذا المتبرع قبل عملية الزرع، وهكذا يتم الحد من احتمالات رفض الجسم للزرع، ومن اجل زيادة احتمالات نجاح عملية الزرع لدى المريض. علاوة على ذلك فان معدل حياة الكلية الماخوذة من المتبرع الحي أطول بضعفين من الكلية الماخوذة من جسم ميت.
مجرى عملية زراعة الكلى يشمل عملية جراحية اولى للمتبرع من اجل إخراج الكلية السليمة (في معظم الحالات يتم ذلك عن طريق احداث شق صغير واخراج الكلية عبر الجراحة بالمنظار)، والجراحة الثانية هي لدى مستقبل الكلية من اجل زراعة الكلية في جسده.

## شروط التبرع بالكلى

### التبرع من الاقارب
1. أن يبلغ المتبرع السن القانوني
2. أن يتمتع المتبرع بقدرات عقلية
3. أن يكون المتبرع على اطلاع كامل بكافة الاجراءات الحاصلة وكافة المضاعفات
4. أن يكون سليم طبياً غير مصاب بأمراض مزمنة أو معدية
5. أن تتوافق انسجة المتبرع مع انسجة المستقبل

### المتبرع من غير الأقارب
هناك مجموعة من الناس يتبرعون لمرضى الفشل الكلوي دون أن يكون هناك صلة قرابة بينهم، منهم من يحدد من المتبرع له، ومنهم من لا يحدد بهدف تقديم خدمة إنسانية، ويتم الموافقة على التبرع من خلال لجنة متخصصة بذلك، بعد أن تتأكد من توافر بعض الشروط في هؤلاء المتبرعين: استيفاء شروط التبرع الصحية المذكورة سابقاً. عدم وجود شبهة في تجارة الأعضاء، أو تقاضي المتبرع مبلغ مالي، أو أن يكون تحت تأثير الضغط أو الابتزاز.

## مضاعفات

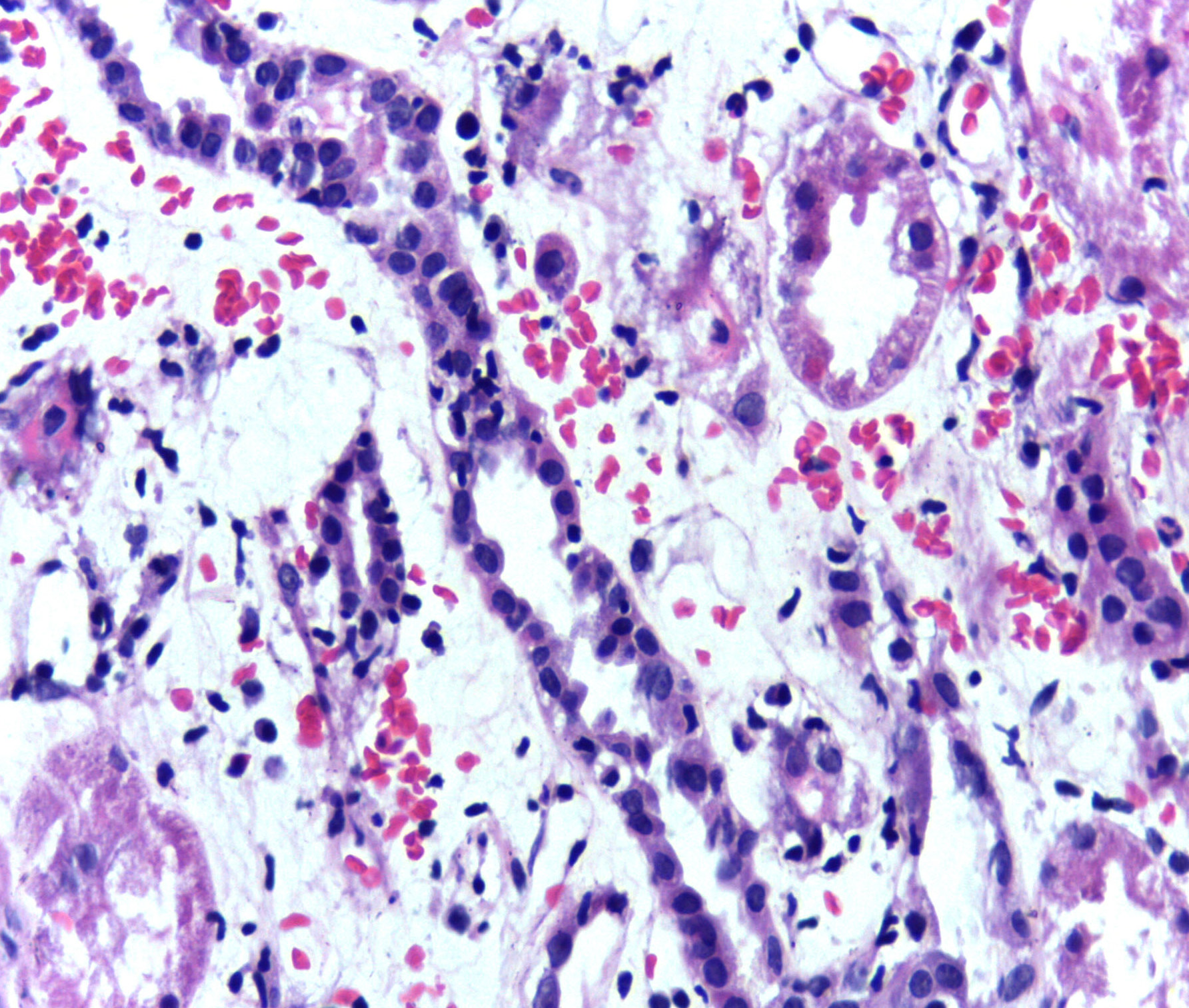
وجود الخلايا الليمفاوية داخل خلايا الطلائية، مما يدل على الرفض الخلوي الحاد للكلية المزروعة. عينة كلوية (الخزعة).

مشاكل بعد عملية الزرع قد تشمل ما يلي:
مضاعفات ما بعد عملية الزرع مثل النزيف، والعدوى، وتخثر الأوعية الدموية والمضاعفات البولية
- رفض زرع (مفرط الحدة، حادة أو مزمنة)
- العدوى وتعفن الدم بسبب مناعة الأدوية المطلوبة لتقليل خطر الرفض
- اضطرابات تكاثرية لمفية بعد الزرع (شكل من أشكال سرطان الغدد الليمفاوية نظرا لمثبطات المناعة)
- الخلل في الشوارد أو الأملاح الكهربية بما في ذلك الكالسيوم والفوسفات والتي يمكن أن تؤدي إلى مشاكل بالعظام من بين أمور أخرى
- Proteinuria[6]
- الآثار الجانبية الأخرى من الأدوية بما في ذلك التهاب المعدة والأمعاء وقرحة المعدة والمريء، الشعرانية (نمط نمو الشعر الزائد في توزيع الذكور)، فقدان الشعر، السمنة، حب الشباب، داء السكري من النوع 2، ارتفاع الكولسترول، وهشاشة العظام.

حالة المريض قبل الزرع العمر والصحة تؤثران على خطر حدوث مضاعفات. مراكز الزرع المختلفة لها النجاح في إدارة مختلف المضاعفات وبالتالي، معدلات المضاعفات تختلف من مركز إلى مركز.
يبلغ متوسط عمر الكلية الجديدة من سنة إلى عشر سنوات، وعندما تفشل عملية الزرع، يمكن للمريض إعادة زرع كلية أخرى أو الرجوع إلى غسيل الكلى مؤقتا،
الأدوية التي يستخدمها زارعو الكلى والتي تخفض من مناعة الجسم يمكنها أن تسبب التهابات جلدية بنسبة (41% ، التهابات المسالك البولية بنسبة 17  %    ، التهابات الجهاز التنفسي بنسبة 14% ، تكون نتيجة بكتيريا في غالب الأحيان بنسبة 46% ، فيروسات بنسبة 41% ، فطريات بنسبة 13%
و من أكثر الفيروسات المتسببة في ذلك فيروس هربس بيتا البشري  31.5%), هربس (23.4%), and هربس نطاقي (23.4%) وفيروس ذات الرئة الذي صار في تزايد مستمر، وقد تؤدي هذه الالتهابات إلى وفاة المريض زارع الكلية خاصة منها التهابات الرئة، بنسبة قد تصل إلى النصف،

## معرض صور

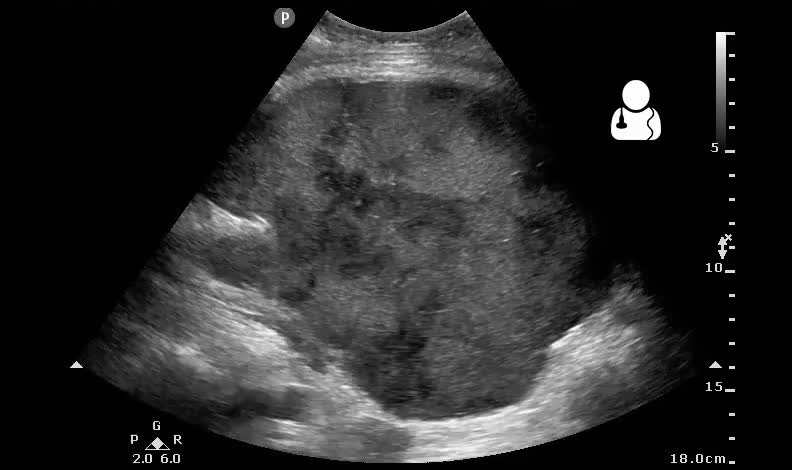

## روابط خارجية
- زراعة الكلى على مشروع الدليل المفتوح